# Mike Hanke
Mike Hanke (sinh ngày 5 tháng 11 năm 1983 tại Hamm) là cựu cầu thủ bóng đá người Đức.

## Sự nghiệp
Hanke bắt đầu mùa giải chuyên nghiệp từ Bundesliga 2001-02 cho Schalke 04. Sau anh chuyển đến VfL Wolfsburg trong mùa giải 2005–06.
Tháng 5/2007, Hanke chuyển tới Hannover 96, và trở thành trụ cột trên hàng công của đội bóng này.
Năm 2011 anh chuyển tới Borussia Mönchengladbach.

## Quốc tế
Hanke bắt đầu được gọi vào đội tuyển Đức từ 8/6/2005. Anh là thành viên của đội tuyển Đức tại World Cup 2006 khi đó Đức giành được vị trí thứ 3 chung cuộc.

## Danh hiệu
Schalke 04
- DFB-Pokal (1): 2001–02
- UEFA Intertoto Cup (2): 2003, 2004

Đức
- FIFA Confederations Cup (1): 2005 (Hạng ba)
- FIFA World Cup (1): 2006 (Hạng ba)

### Cá nhân
- Silbernes Lorbeerblatt (1): 2006

## Phong cách chơi bóng
Mike Hanke là một tiền đạo cơ bắp, rất khỏe vì vậy anh thường chiến thắng khi đối mặt với hàng phòng ngự đối phương. Hanke là cầu thủ rất giỏi không chiến và khả năng nã đại bác từ ngoài vòng cấm.